# Thetford Mines
| Thetford Mines                          |                          |
| Thetford3.jpg                           |                          |
| Coordenadas: 46º06'46N, 71º45'W         |                          |
| Província                               | Quebec                   |
| Região administrativa                   | Chaudière-Appalaches     |
| Incorporado em                          | 17 de outubro de 2001    |
| Prefeito                                | Yvon Jolicoeur           |
| Código postal                           | 31015                    |
|                                         |                          |
| Área                                    |                          |
| - Cidade                                | 224,37 km², 89,75 mi²    |
| Fuso horário                            | UTC -5                   |
| População (2006)                        |                          |
| - Cidade                                | 26.284                   |
| - Densidade                             | 117 hab/km², 293 hab/mi² |
| Website: www.ville.thetfordmines.qc.ca/ |                          |

Thetford Mines é uma municipalidade canadense do conselho municipal regional de Les Appalaches, Quebec, localizada na região administrativa de Chaudière-Appalaches. Em sua área de pouco mais de 224 km², habitam cerca de 26 mil pessoas.